# Muldraugh
Muldraugh è un comune degli Stati Uniti d'America, situato nello Stato del Kentucky, diviso tra la contea di Meade e la contea di Hardin.